# Ader Avion III
Pour les articles homonymes, voir Ader et Aquilon.
L'Ader Avion III ou Aquilon est un avion monoplan expérimental, conçu entre 1891 et 1897 par l'inventeur français Clément Ader (un des pères de l’aviation). Le modèle d’origine Éole est considéré par l'histoire de l'aviation, comme ayant effectué le premier vol en 1890 ; ce serait le  « premier aérodyne motorisé plus lourd que l'air à se soulever d'un terrain plat par la seule puissance de son moteur ».

## Historique
Clément Ader consacre une grande partie de sa vie à la réalisation d'un rêve d'enfant, « faire voler un appareil autopropulsé plus lourd que l'air ».

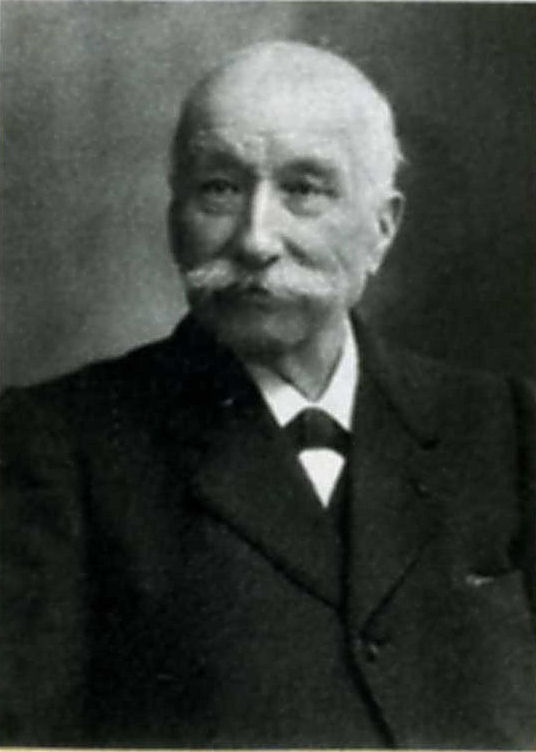
Clément Ader.
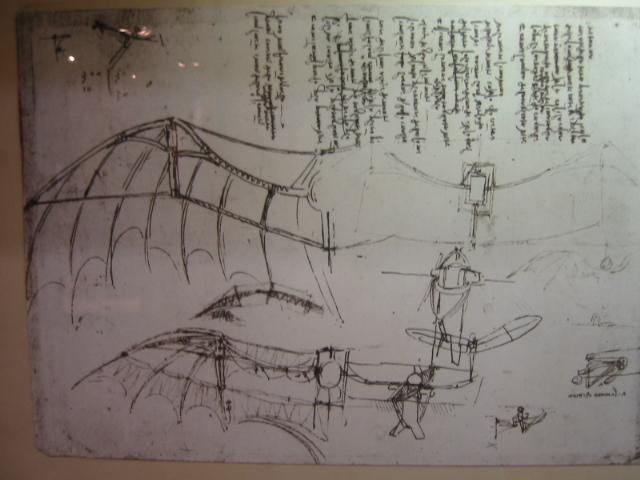
Dessin d'une machine volante, Léonard de Vinci, 1488.
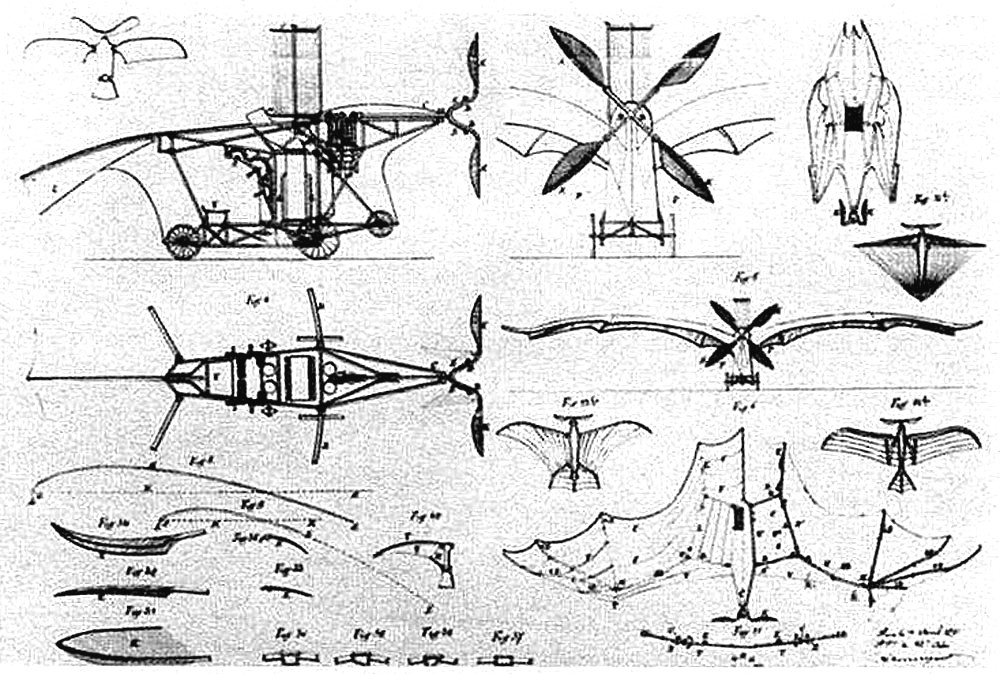
Dessins de l'Éole, 1890.
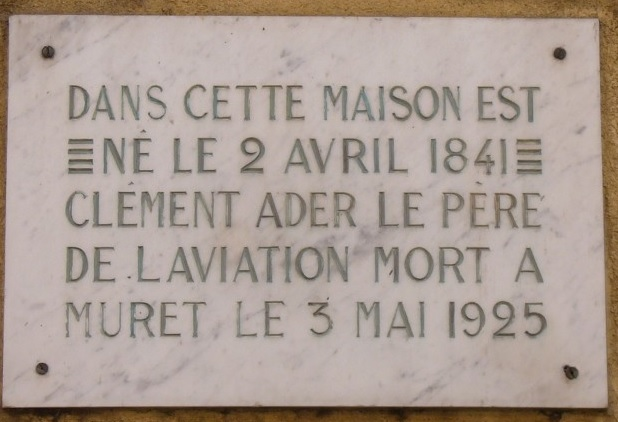
Plaque commémorative.

Il commence ses recherches inventives avec un vélocipède en 1868, un ballon dirigeable durant la guerre franco-allemande de 1870, un planeur en 1873… Entre 1882 et 1890 il quitte son emploi de la Compagnie des chemins de fer du Midi et du Canal latéral à la Garonne pour se consacrer à la recherche aéronautique en poursuivant les recherches de l'époque sur les ornithoptères bioniques entre autres de Léonard de Vinci, Alphonse Pénaud, Guillaume Joseph Gabriel de La Landelle et autre George Cayley… Généreusement financé par les frères Pereire, il conçoit son premier Avion Éole, avec structure pliable en bois et bambou, couvert de soie, aile monoplan de chauve-souris géante à géométrie modifiable en vol à l'aide de six manivelles, hélice à quatre pales en forme de plume d'oiseau… L'avion est propulsé par un moteur léger bicylindre à vapeur d'alcool de 20 chevaux de sa conception (20 ch pour 51 kg, alors que celui du Wright Flyer de 1903, des frères Orville et Wilbur Wright, développe 12 ch pour 75 kg). Lors d'essais le 9 octobre 1890, dans le parc du château d'Armainvilliers des frères Pereire, au sud-est de Paris, il est considéré par l'histoire de l'aviation, comme « le premier aérodyne motorisé plus lourd que l'air à se soulever d'un terrain plat par la seule puissance de son moteur »[réf. nécessaire]. 

Musée des arts et métiers du Conservatoire national des arts et métiers de Paris
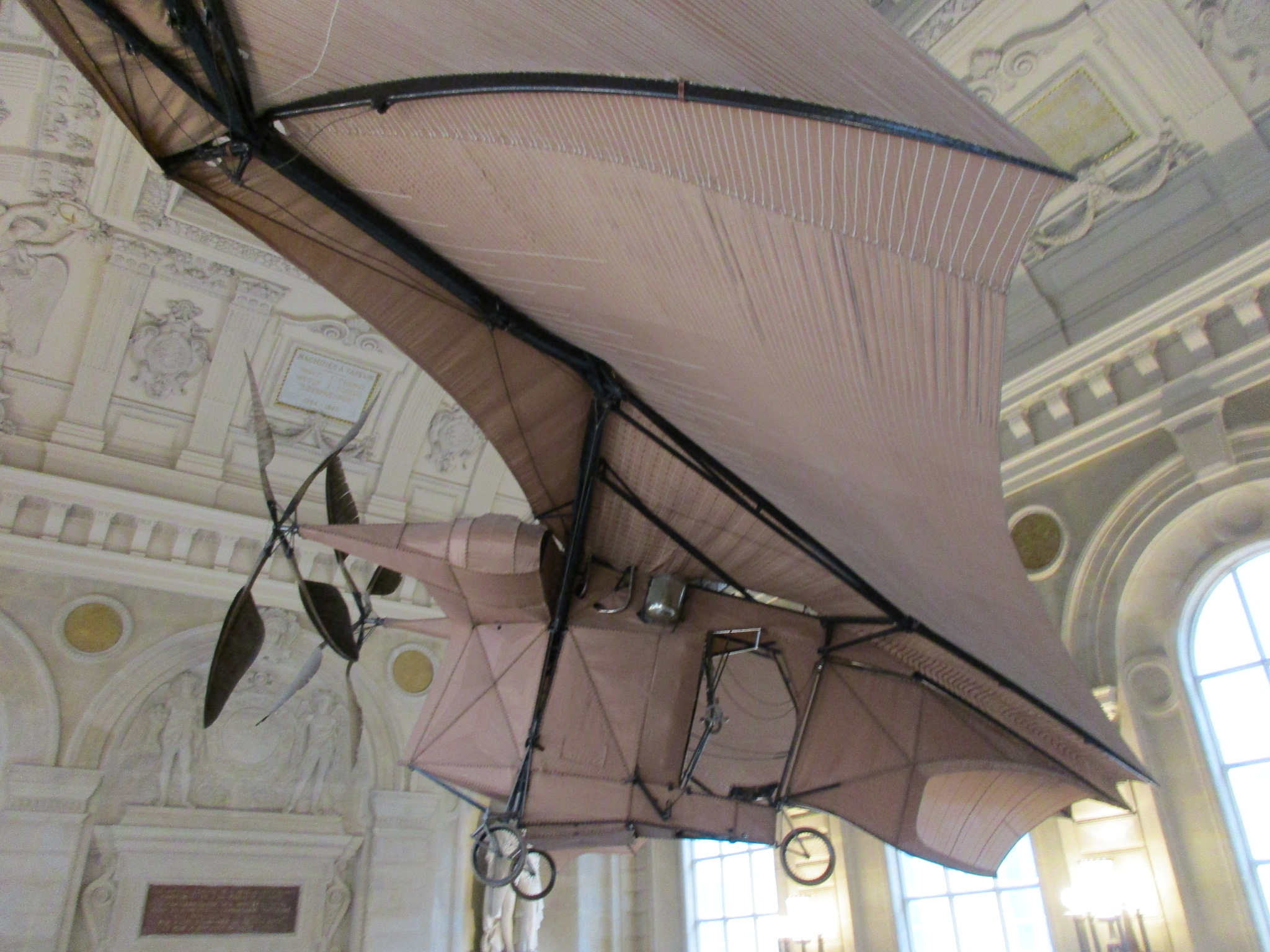
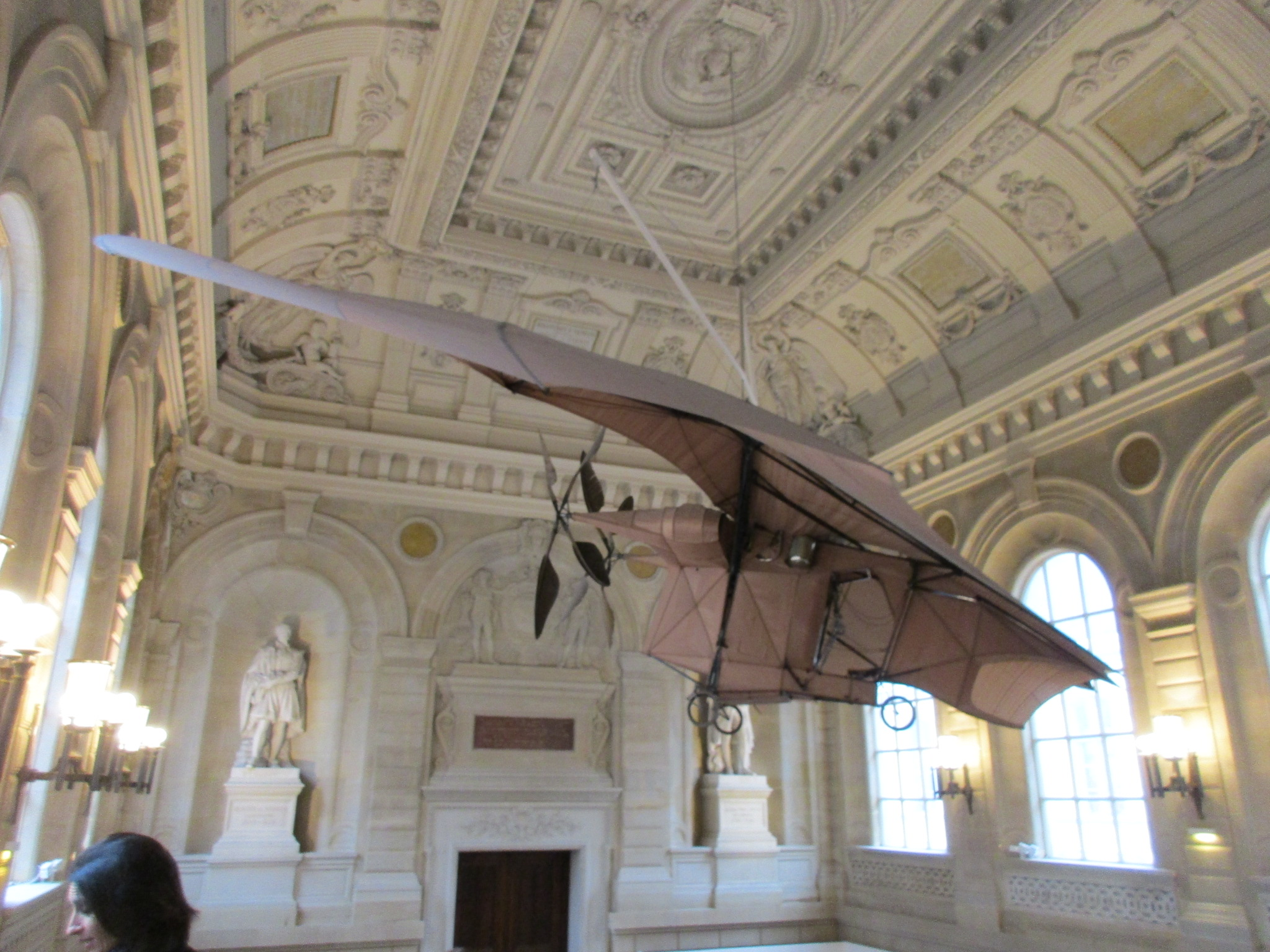
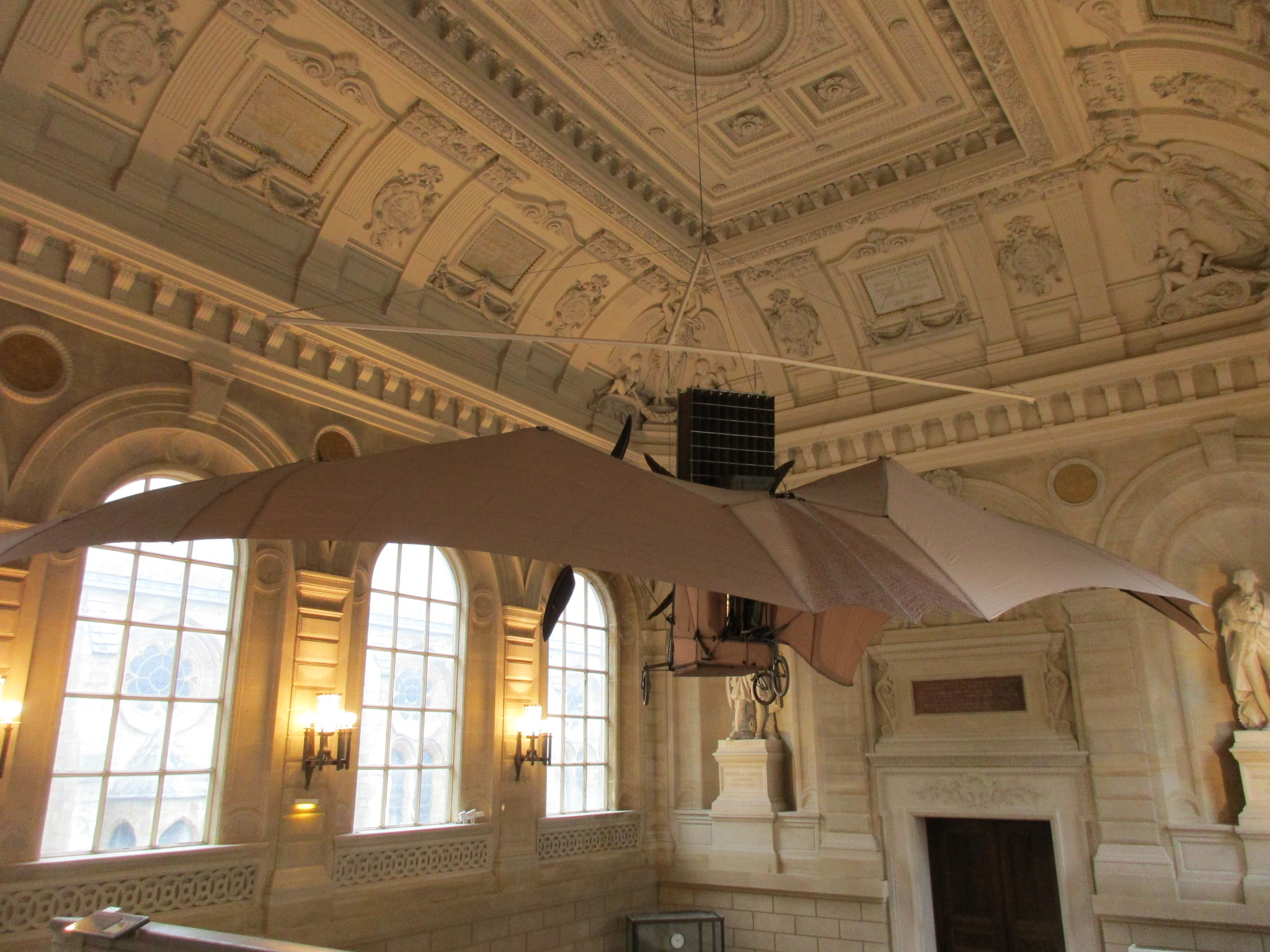
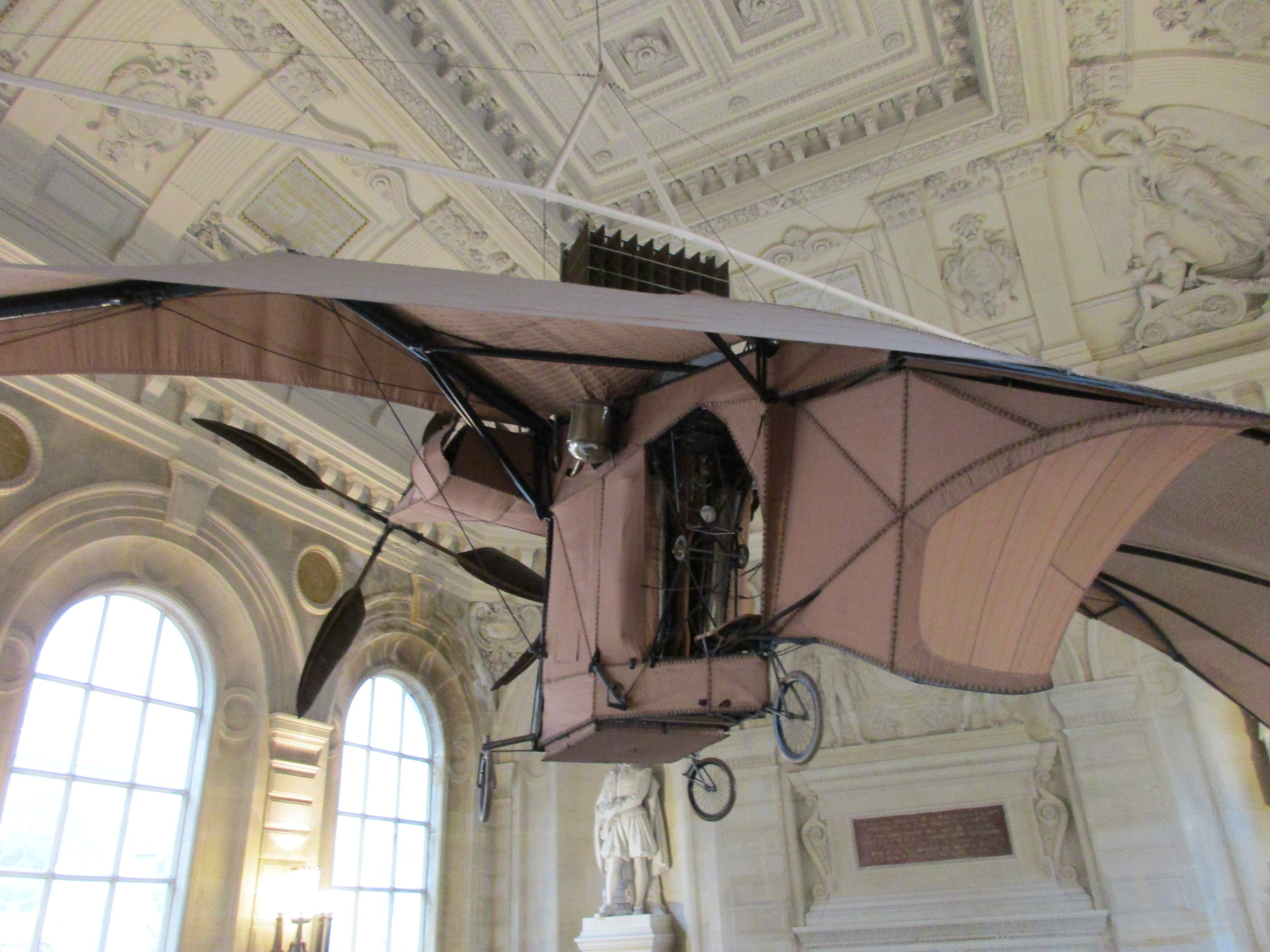
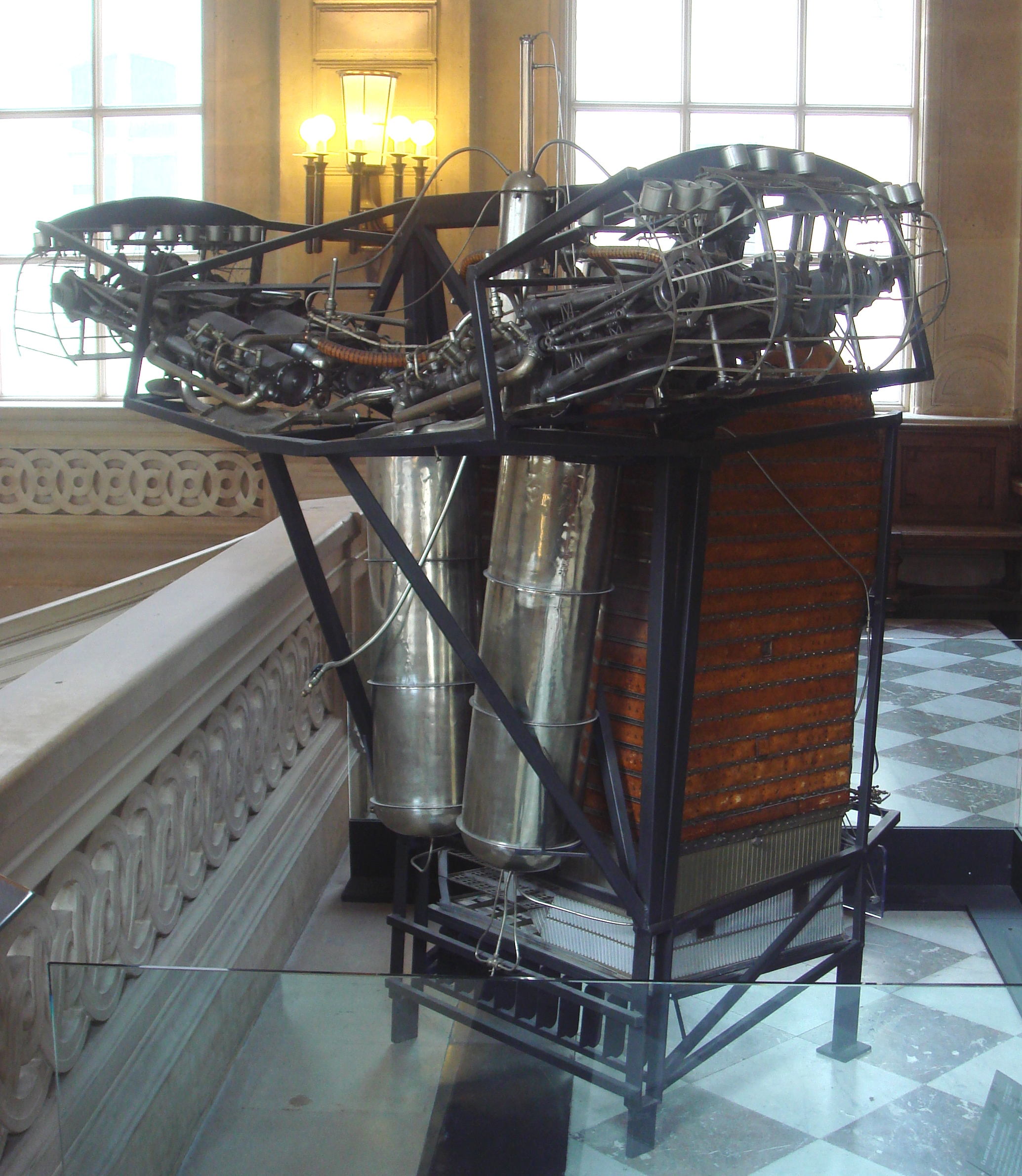
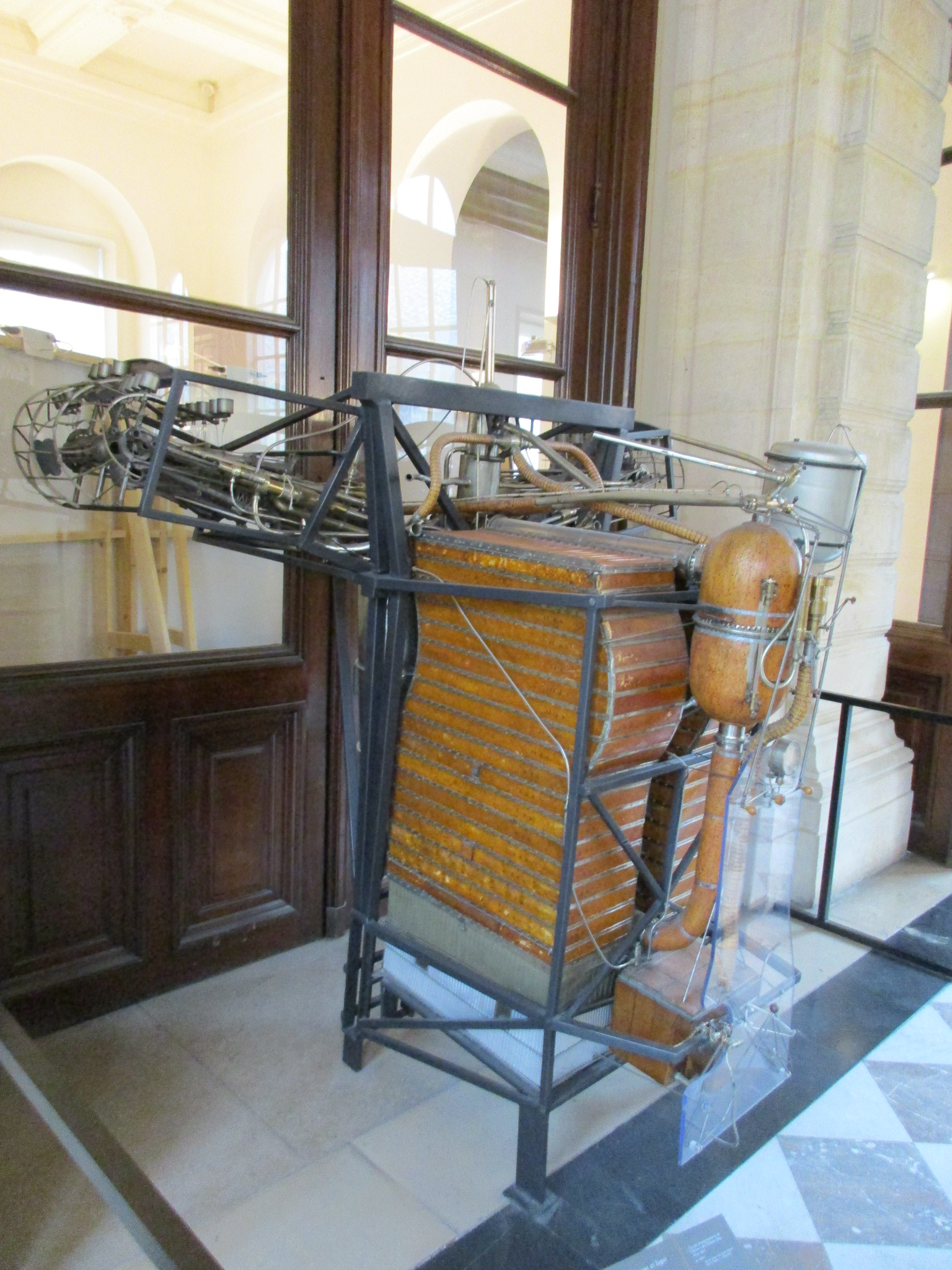

Intéressé par le projet, le Ministère de la Défense français contacte Ader, qui effectue un deuxième vol à bord de l'Éole en septembre 1891. L'appareil impressionne positivement les militaires qui commandent à Ader un appareil plus puissant, avec financement, et mise à disposition de l'aérodrome militaire de Satory près de Versailles (débuts de l'aviation dans les Yvelines).

Essai au point fixe de la force motrice de l'Avion III de Clément Ader (animation d’artiste d'après la photographie d'époque).

Ader conçoit son deuxième appareil Zéphyr, monoplace, monomoteur bicylindre, qu'il abandonne rapidement, pour la conception de l'Avion III (Aquilon), biplace à double moteur / doubles hélices contrarotatives (les hélices peuvent tourner à vitesses différentes pour diriger l'avion vers la droite ou vers la gauche, et un petit gouvernail est actionné par une corde). 
Les 12 et 14 octobre 1897 l'aéronef très mal contrôlé roule le long de la piste circulaire de 450 m de diamètre de l'aérodrome militaire de Satory, réalise un court vol sur 50 m à 20 cm au-dessus de la piste, fait demi-tour sur lui-même, et s'écrase avec de graves dégâts à environ 300 m de l'endroit où il a effectué le premier saut. Le ministère de la Guerre annule alors ses contrats avec Ader, et abandonne la recherche aéronautique très onéreuse, ce qui contraint Ader d'arrêter la construction de ses prototypes et son projet d'Avion IV avec moteur à essence Ader. Classées secret défense, les archives militaires de l'aérodrome militaire de Satory ne seront rendues accessibles que dans les années 1990.

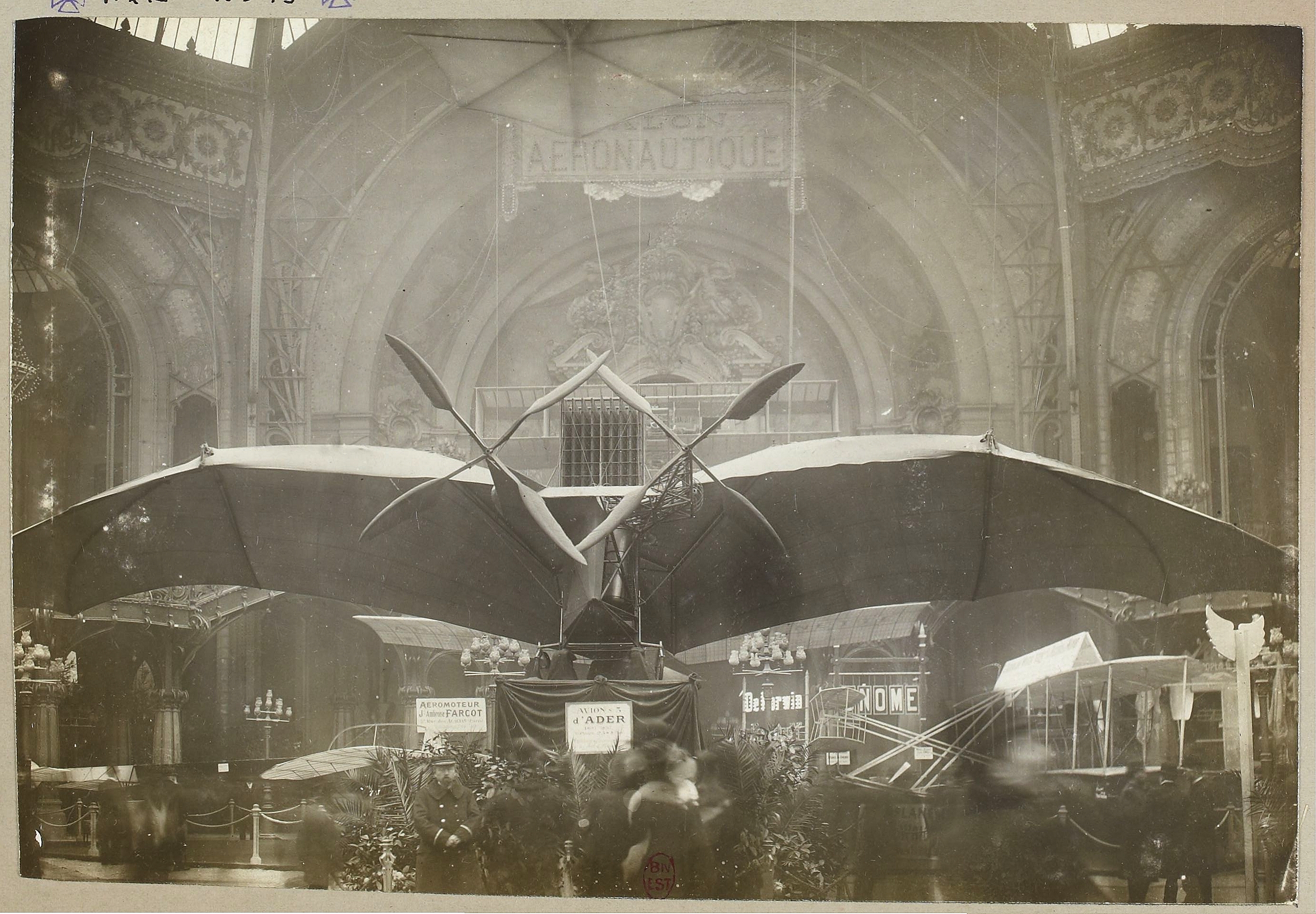
L'Avion III d'Ader au 1er Salon de l'aéronautique en 1908.

Ader expose son avion à l'Exposition universelle de 1900 à Paris, où il inspire de jeunes inventeurs tel Gabriel Voisin. En 1902 l'avion est transféré au musée des Arts et Métiers du Conservatoire national des arts et métiers de Paris, où il est exposé depuis. Il subit une importante restauration dans les années 1980. L’Avion III a  été exposé également au 1er Salon de l’aéronautique, en décembre 1908, au Grand Palais des Champs-Élysées.